# نيو لندن (كونيتيكت)
نيو لندن (بالإنجليزية: New London, Connecticut) هي مدينة تقع في Southeastern Connecticut بولاية كونيتيكت في الولايات المتحدة. تأسست عام 1646 (Pequot Plantation)، تبلغ مساحتها 27.9 (كم²)، وترتفع عن سطح البحر 17 م، بلغ عدد سكانها 27620 نسمة في عام 2010 حسب إحصاء مكتب تعداد الولايات المتحدة وتصل الكثافة السكانية فيها 1824 نسمة/كم2.

## التركيبة السكانية
حدّد مكتب تعداد الولايات المتحدة بيانات التركيبة السكانية لنيو لندن في تعداد الولايات المتحدة. في ما يلي، التركيبة السكانية حسب تعدادي 2000 و2010.

### تعداد عام 2000
بلغ عدد سكان نيو لندن 25,671 نسمة بحسب تعداد عام 2000، وبلغ عدد الأسر 10,181 أسرة وعدد العائلات 5,386 عائلة مقيمة في المدينة. في حين سجلت الكثافة السكانية 934.5 نسمة لكل كيلومتر مربع (2,420.3/ميل2). وبلغ عدد الوحدات السكنية 11,560 وحدة بمتوسط كثافة قدره 420.8 لكل كيلومتر مربع (1,089.9/ميل2).
وتوزع التركيب العرقي للمدينة بنسبة 63.49% من البيض و18.64% من الأمريكيين الأفارقة و0.88% من الأمريكيين الأصليين و2.12% من الأمريكيين ذوي الأصول الآسيوية و0.08% من سكان جزر المحيط الهادئ و9.13% من الأعراق الأخرى و5.67% من عرقين مختلطين أو أكثر و19.71% من الهسبانيون أو اللاتينيون من أي عرق.
بلغ عدد الأسر 10,181 أسرة كانت نسبة 30.7% منها لديها أطفال تحت سن الثامنة عشر تعيش معهم، وبلغت نسبة الأزواج القاطنين مع بعضهم البعض 30.4% من أصل المجموع الكلي للأسر، ونسبة 17.8% من الأسر كان لديها معيلات من الإناث دون وجود شريك،  بينما كانت نسبة 4.7% من الأسر لديها معيلون من الذكور دون وجود شريكة وكانت نسبة 47.1% من غير العائلات. تألفت نسبة 37.8% من أصل جميع الأسر من عدة أفراد يعيشون في نفس المنزل ونسبة 10.7% كانت تتألف من شخص يعيش بمفرده يبلغ من العمر 65 عاماً أو أكثر. وبلغ متوسط حجم الأسرة المعيشية 2.26، أما متوسط حجم العائلات فبلغ 3.00.
بلغ العمر الوسطي للسكان 31.2 عاماً. وكانت نسبة 22.8% من القاطنين تحت سن الثامنة عشر، وكانت نسبة 8.9% بين الثامنة عشر والرابعة والعشرين عاماً، ونسبة 29.1% كانت واقعةً في الفئة العمرية ما بين الخامسة والعشرين والرابعة والأربعين عاماً، ونسبة 17.6% كانت ما بين الخامسة والأربعين والرابعة والستين، ونسبة 11.1% كانت ضمن فئة الخامسة والستين عاماً فما فوق. يوجد لكل 100 أنثى 93.6 ذكر، ويوجد لكل 100 أنثى في الثامنة عشر من عمرها فما فوق 91.1 ذكر.
بلغ متوسط دخل الأسرة في المدينة 33,809 دولارًا، أما متوسط دخل العائلة فبلغ 38,942 دولارًا. وكان متوسط دخل الذكور 31,405 دولارًا مقابل 25,426 دولارًا للإناث. وسجل دخل الفرد الخاص بالمدينة 18,437 دولارًا. وكانت نسبة 13.4% من العائلات ونسبة 15.8% من السكان تحت خط الفقر، وكان من هؤلاء نسبة 23.8% تحت سن الثامنة عشر ونسبة 11.4% في الخامسة والستين من العمر وما فوق.

### تعداد عام 2010
بلغ عدد سكان نيو لندن 27,620 نسمة بحسب تعداد عام 2010، وبلغ عدد الأسر 10,373 أسرة وعدد العائلات 5,385 عائلة مقيمة في المدينة. في حين سجلت الكثافة السكانية 1,005.5 نسمة لكل كيلومتر مربع (2,604.2/ميل2). وبلغ عدد الوحدات السكنية 11,840 وحدة بمتوسط كثافة قدره 431 لكل كيلومتر مربع (1,116.3/ميل2).
وتوزع التركيب العرقي للمدينة بنسبة 60.38% من البيض و17.44% من الأمريكيين الأفارقة و0.96% من الأمريكيين الأصليين و2.61% من الأمريكيين ذوي الأصول الآسيوية و0.16% من سكان جزر المحيط الهادئ و11.77% من الأعراق الأخرى و6.66% من عرقين مختلطين أو أكثر و28.29% من الهسبانيون أو اللاتينيون من أي عرق.
بلغ عدد الأسر 10,373 أسرة كانت نسبة 29.5% منها لديها أطفال تحت سن الثامنة عشر تعيش معهم، وبلغت نسبة الأزواج القاطنين مع بعضهم البعض 27.9% من أصل المجموع الكلي للأسر، ونسبة 18.4% من الأسر كان لديها معيلات من الإناث دون وجود شريك،  بينما كانت نسبة 5.6% من الأسر لديها معيلون من الذكور دون وجود شريكة وكانت نسبة 48.1% من غير العائلات. تألفت نسبة 38% من أصل جميع الأسر من عدة أفراد يعيشون في نفس المنزل ونسبة 10% كانت تتألف من شخص يعيش بمفرده يبلغ من العمر 65 عاماً أو أكثر. وبلغ متوسط حجم الأسرة المعيشية 2.30، أما متوسط حجم العائلات فبلغ 3.09.
بلغ العمر الوسطي للسكان 30.3 عاماً. وكانت نسبة 20.4% من القاطنين تحت سن الثامنة عشر، وكانت نسبة 21.3% بين الثامنة عشر والرابعة والعشرين عاماً، ونسبة 26% كانت واقعةً في الفئة العمرية ما بين الخامسة والعشرين والرابعة والأربعين عاماً، ونسبة 22.2% كانت ما بين الخامسة والأربعين والرابعة والستين، ونسبة 10% كانت ضمن فئة الخامسة والستين عاماً فما فوق. وتوزع التركيب الجنسي للسكان بنسبة 49.4% ذكور و50.6% إناث.

## أعلام
- بنجامين ستارك
- إليزي فيرغسون
- إيمي برينمان
- كايسي نايستات
- جلين هيدلي
- جاتين ماتارازو
- جيمس أونيل
- إدوارد بيدج ميتشل
- هنريك هانسن
- كاسي

## وصلات خارجية
- الموقع الرسمي